# Isla del Rey (Minorque)
 (mai 2025).
Pour l’article homonyme, voir Isla del Rey.
La Isla del Rey (illa del Rei ou illa de s'Hospital en catalan) est un îlot de forme triangulaire de 41,177 m2 de superficie, du port de Mahón, situé devant le village de Villacarlos (au sud) et Cala Llonga (au nord), à Minorque. L'île a deux embarcadères, un au nord (Moll de ses Monjes) et l'autre au sud, récemment rénové pour donner un meilleur accès aux visiteurs de l'île.
La Isla del Rey tient son nom du roi Alfonso III qui y a débarqué en 1287, lorsqu'il est arrivé pour conquérir l'île qui était aux mains des musulmans.
L'île est caractérisée par la silhouette des ruines de l'ancien hôpital militaire, bâti par les anglais au XVIIIe siècle. Sous la domination britannique elle s'appelait Bloody Island (île sanglante) en raison de ses fonctions d'hôpital. L'enceinte a fonctionné jusqu'au milieu du XXe siècle, où elle a été abandonnée après la construction d'une nouvelle installation hospitalière sur la terre ferme et a entamé un profond déclin. En 1973 elle a été acquise par la Mairie de Mahón.
Actuellement, à travers l'association des Amics de l'Illa de l'Hôpital (Amis de l'Île de l'Hôpital), l'îlot a été réhabilité par des travaux terminés en 2011, avec un budget de 3,5 millions d'euros.
L'île abrite aussi les restes d'une basilique paleochrétienne du VIe siècle.
Cet îlot héberge un lézard endémique, le Podarcis lilfordi balearica.

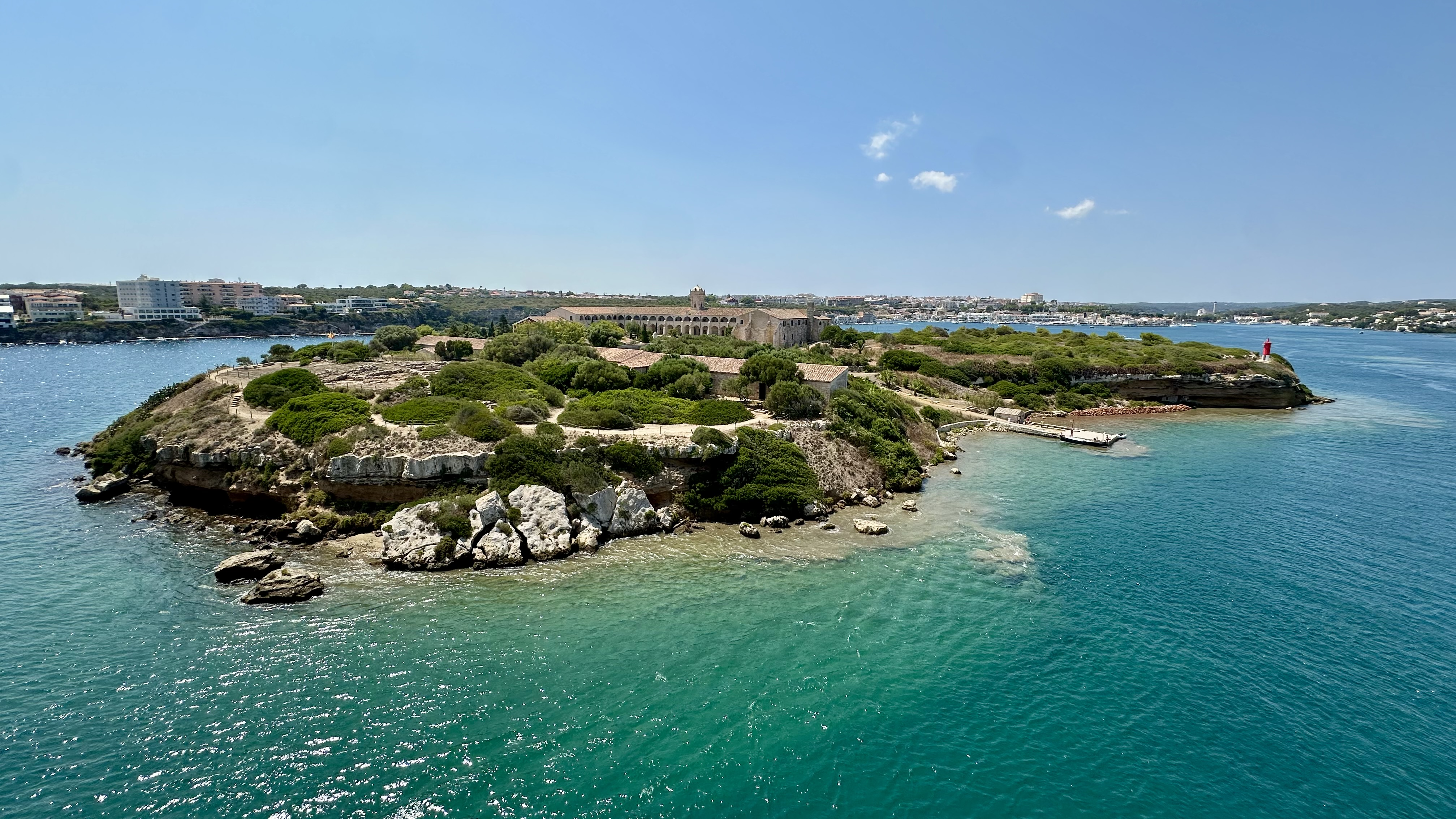
Isla del Rey, Port Mahon, Minorque.

## Histoire
La Isla del Rey a été occupée de nombreuses fois par différentes nations, utilisée pour diverses activités, possède une basilique chrétienne et a surtout soigné de nombreux soldats.
- VIe siècle. Basilique paléochrétienne.
- 1287. Le roi Alfonso III d'Aragon débarque sur l'île avant d'entreprendre la conquête de Minorque, qui était sous domination musulmane.
- 1711. L'amiral anglais John Jennings fit construire un hôpital sur l'île.
- 1713. Première domination anglaise (Traité d'Utrecht). L'hôpital débute son activité mais n'avait pas une très bonne réputation, d'où le nom anglais de Bloody Island (Ile Sanglante)
- 1756/1763. Domination française.
- 1763. Seconde domination anglaise (Traité de Paris).
- 1771/1776. Rénovation, réparation et travaux à l'Hôpital.
- 1781. Démantèlement de la isla del Rey pour la construction de la fortification de San Felipe, sur ordre du Duc de Crillon.
- 1782. Seconde domination espagnole (Traité de Versailles)
- 1784. Changement de la chapelle protestante construite par les anglais en une chapelle dédiée à San Carlos. Construction du bâtiment sud parallèle à l'hôpital et de salles de stockage.
- 1798. Troisième domination anglaise.
- 1802. Domination espagnole (Traité d'Amiens).
- 1821. Habilitation de l'île pour la grande épidémie de fièvre jaune à Lazareto
- 1830. L'Espagne donne la permission à la France d'utiliser l'hôpital de l'île pour soigner les soldats blessés lors de la prise d'Alger.
- 1833. Les États-Unis utilisent l'île comme magasin et atelier et comme base sur la Méditerranée.
- 1840/1843. Les français l'utilisent comme dépôt de charbon.
- 1843. Hôpital Militaire de grand prestige pendant plus d'un siècle. De plus grands établissements furent réalisés en restaurant l'aile sud.
- 1888. Découverte d'une basilique paléochrétienne de 32 m2. On constate que l'île fut habitée au VIe siècle.
- 1964. Transfert de l'Hôpital à Mahón à cause des difficultés d'emmener les blessés sur l'île.
- 1973. Acquisition de l'île par la Mairie de Mahón.
- 1979. Déclaration comme Monument Historique Artistique et Archéologique de caractère national de la basilique et des constructions adjacentes.
- 1985. Situation d'abandon.
- 2004. L'association Amics de l'Illa de l'Hospital est créée. On commence à restaurer, réhabiliter et prendre soin de la Isla del Rey.

## Architecture
En 1979 le gouvernement espagnol a déclaré la Isla del Rey Monument Historico-Artistique et Archéologique de caractère National, avec la Basilique et les constructions adjacentes.
Certaines caractéristiques de l'architecture du bâtiment Hôpital de l'aile Nord et des constructions plus récentes de l'aile Sud sont exposées ci-après.
On ne connaît pas l'architecte du bâtiment central, mais à partir de diverses études effectuées par les Amics de l'Illa de l'Hospital en janvier 2009, il pourrait y avoir certaines similitudes avec des Hôpitaux de Londres: l'Hôpital Royal de Chelsea et l'hôpital de Greenwich (aussi appelé Royal Hospital for Seamen). L'architecte de ces deux bâtiments est Sir Christopher Wren (1632 – 1723) et les deux hôpitaux ont le même style que le bâtiment central de l'île du roi. 
L'Hôpital a été bâti sur ordre du commandant en chef de l'escadre de la Méditerranée John Jennings en 1711. Il a été construit du côté Nord de l'île avec la vue sur l'ouverture du port. Cette construction était simple, spacieuse et aérée, suffisante pour les besoins de l'époque. 
De 1771 à 1776 de nouveaux changements ont été effectués sur le bâtiment de l'Hôpital, qui perdurent encore aujourd'hui. Un hôpital de deux étages, en forme de « U » autour d'un vaste jardin divisé en trois parties par trois chemins qui se dirigent vers la tour centrale. 
Les fenêtres avec vue sur l'embouchure du port sont de petites ouvertures, alors que la vue vers l'ouverture du port se caractérise par d'amples vues, des couloirs décorés par des grands arcs ouverts et de grands colonnes pour tenir la structure. Le rez-de-chaussée a un corridor ouvert sur la cour par des arcs qui font fonction de contreforts pour le bâtiment central, mais en harmonie avec le reste du bâtiment.
Les arcs forment une partie importante du bâtiment puisqu'ils accentuent cet aspect baroque et mettent en pratique les études de cette époque, comme le retour du nombre d'or, la section dorée. Ce nombre est présent dans tous les arcs de l'Hôpital, en accentuant ainsi la beauté classique. L'axe central du bâtiment est la tour carrée qui s'élève au-dessus des autres bâtiments, marquant ainsi son importance. La tour constitue la hiérarchie de tout l'ensemble.
Parmi les réformes effectuées par les espagnols en 1784 il faut souligner la construction des bâtiments de stockage dans l'aile sud, près de la basilique paléochrétienne (qui n'a été découverte que 4 ans plus tard et qui, curieusement, n'a pas subi de grands dommages suite aux constructions), laquelle se compose d'un bâtiment d'un étage, en forme de « E » en direction de l'ouverture du port; c'est un bâtiment simple, plan, sans escaliers, avec de nombreuses portes et facilitant le déplacement par un grand nombre de couloirs entrelacés. Les salles sont étroites et faiblement illuminées. 
La structure est simple, il n'y a pas de colonnes, ni d'arcs. 
Outre ces changements, la chapelle protestante fut remplacée par une chapelle en l'honneur de San Carlos, décorée de petites toiles simples et d'un autel honorant ce saint. 
L'île possède aussi un petit bâtiment, à la montée du quai Sud, appelé Maison du Chapelain. Ce bâtiment fut lui aussi bâti par les espagnols avec l'objectif d'avoir un chapelain dans l'île. Il est simple et plan, avec un air romain par ses lignes, l'absence d'arcs et de courbes.
Récemment les amis de la isla del Rey ont réformé plusieurs salles, et converti des salles du bâtiment central en musées, salles d'exposition, la salle italienne où est exposée l'intervention des italiens dans l'île pendant le XXe siècle, bibliothèque, recréations des salles d'époques passées, salle de conférences, la salle de la pharmacie avec sa zone de plantation d'herbes médicinales, la récupération de la chapelle protestante... Outre la restauration de la Maison du Chapelain comme siège des Amics de L'Illa de l'Hôpital.
L'île du roi rassemble une grande variété de styles dans un espace réduit: l'air baroque de l'aile nord (l'Hôpital), la simplicité de l'aile sud et l'aspect romain de la Maison du Chapelain.